# 道の駅貞光ゆうゆう館
道の駅貞光ゆうゆう館（みちのえき さだみつゆうゆうかん）は、徳島県美馬郡つるぎ町にある国道192号の道の駅である。
四国のみずべ八十八カ所、とくしま88景に選定。

## 施設
- 駐車場
  - 普通車：72台
  - 大型車：4台
  - 身障者用：3台
- トイレ （いずれも24時間利用可能）
  - 男：大 4器、小 9器
  - 女：9器
  - 身障者用：2器
- 公衆電話
- 公衆FAX
- レストラン
- 物産センター（9:00 - 19:00）
- 情報案内
- 休憩コーナー

## 休館日
- 毎週水曜日（レストラン）
- 第3水曜日（物産センター）

## アクセス
- 国道192号 - 登録路線
- 国道438号重複
- JR四国徳島線 貞光駅

## 周辺
- 吉野川